# Удинск (Бурятия)
Уди́нск (бур. Хахирай үртөө) — село в Хоринском районе Бурятии. Административный центр Удинского сельского поселения.

## География
Расположено на правом берегу реки Уда в 110 км восточнее Улан-Удэ и в 45 км западнее районного центра, села Хоринск, на региональной автодороге Р436 Улан-Удэ — Романовка — Чита. Ближайшая железнодорожная станция Заиграево находится в 85 км к западу от Удинска.

## История
Основано на рубеже XIX и XX веков родом крещённых бурят Машановых.

## Население
| 2002 | 2008 | 2010 |
| ---- | ---- | ---- |
| 754  | ↗838 | ↘719 |

## Инфраструктура
Администрация сельского поселения, средняя общеобразовательная школа, детский сад «Солнышко», Дом культуры, врачебная амбулатория, почтовое отделение.

## Связь
В селе представлены основные операторы сотовой связи Бурятии — МТС, МегаФон, ТЕЛЕ2. Работает стационарная телефонная связь.

## Галерея

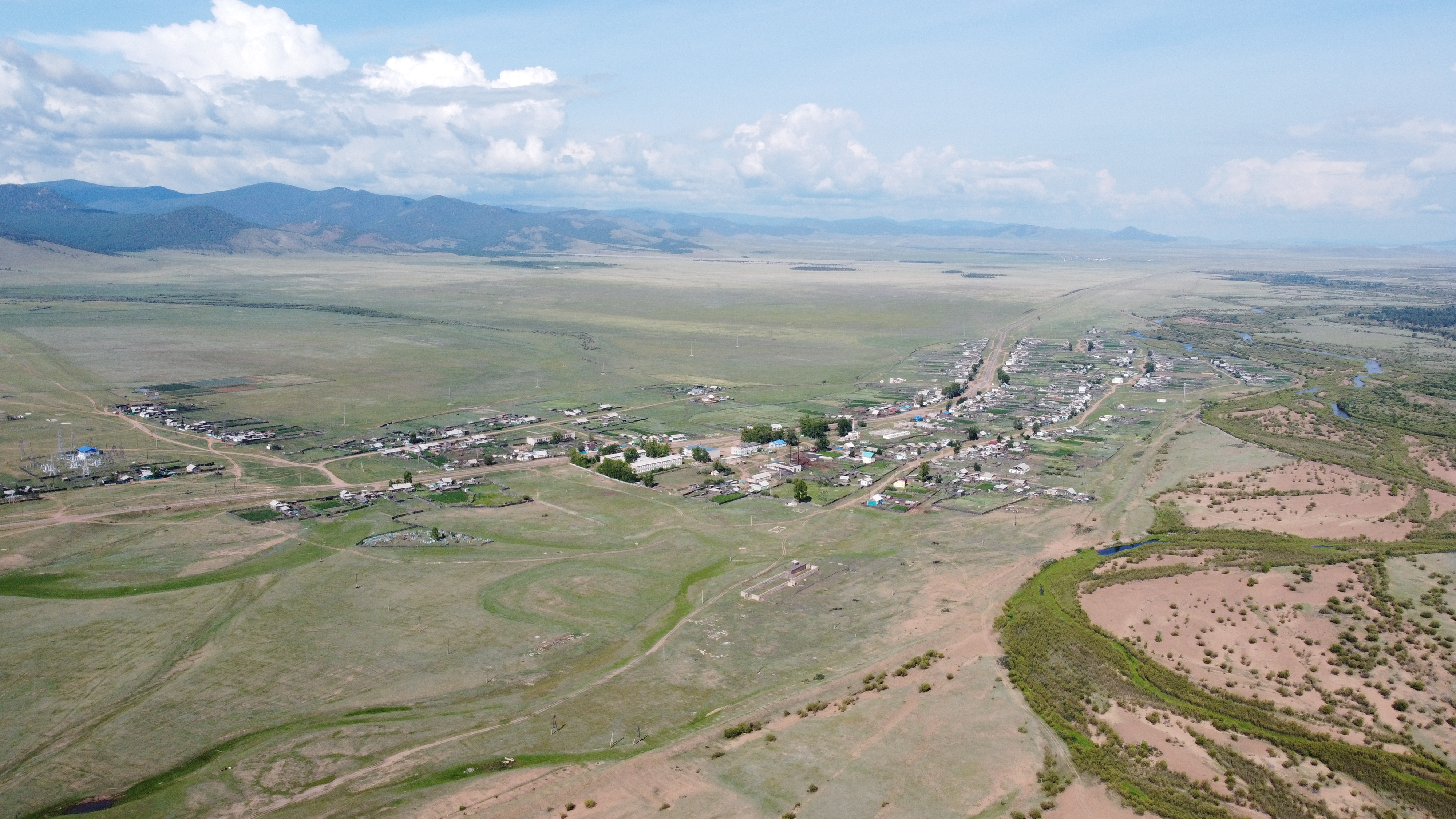
Удинск с высоты птичьего полета
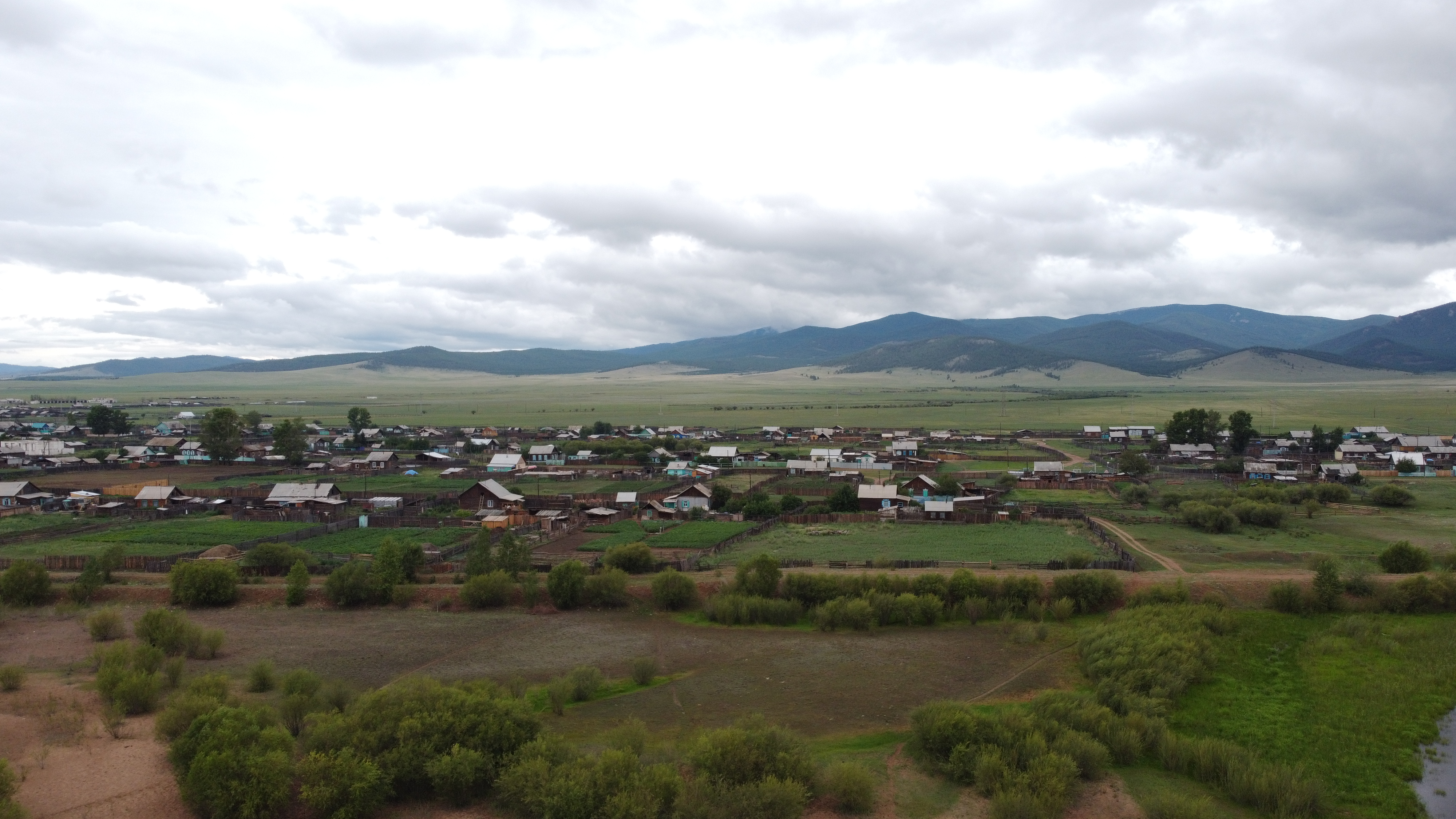
Вид на Удинск с реки Уда
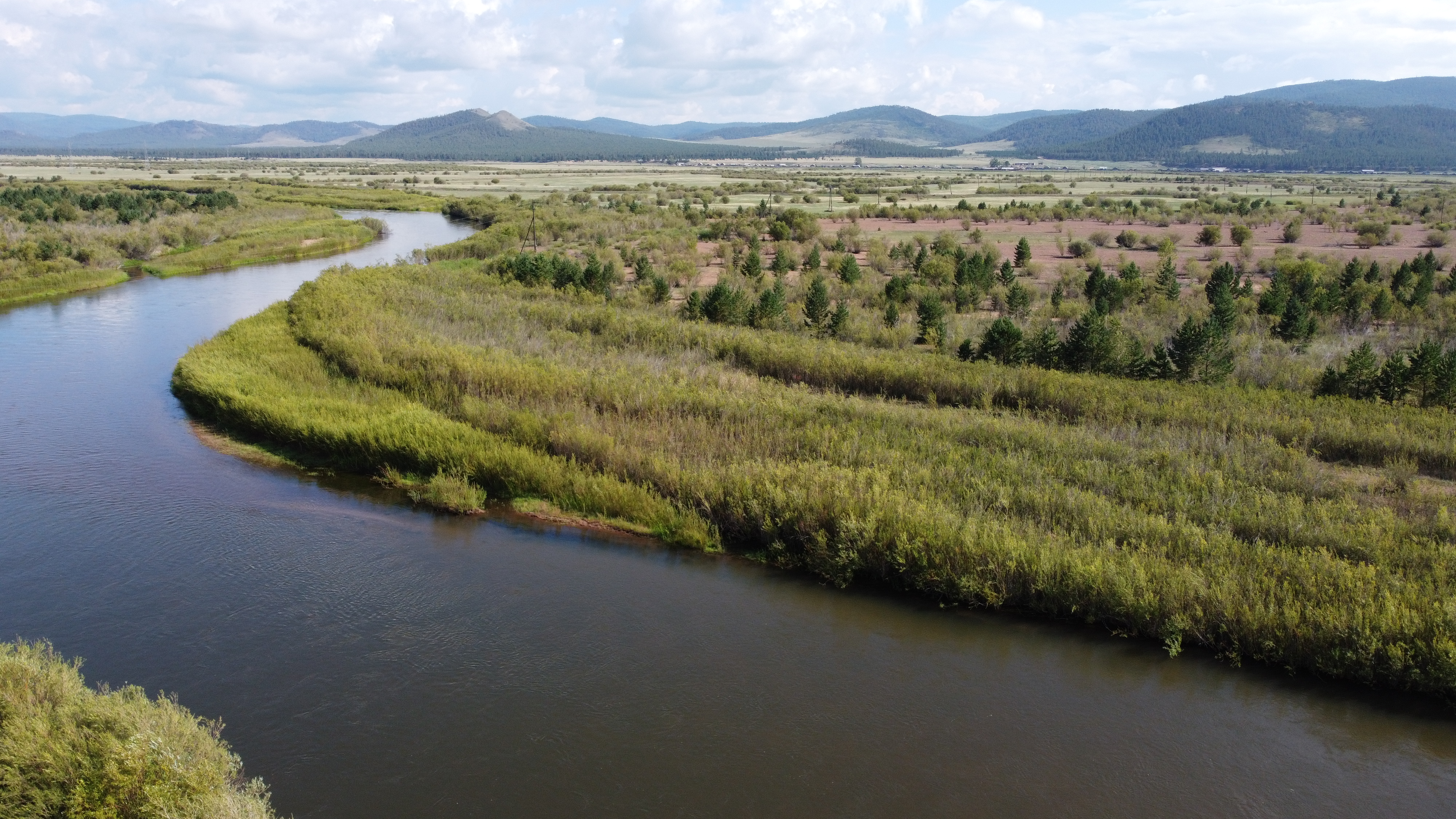
Уда в Удинске
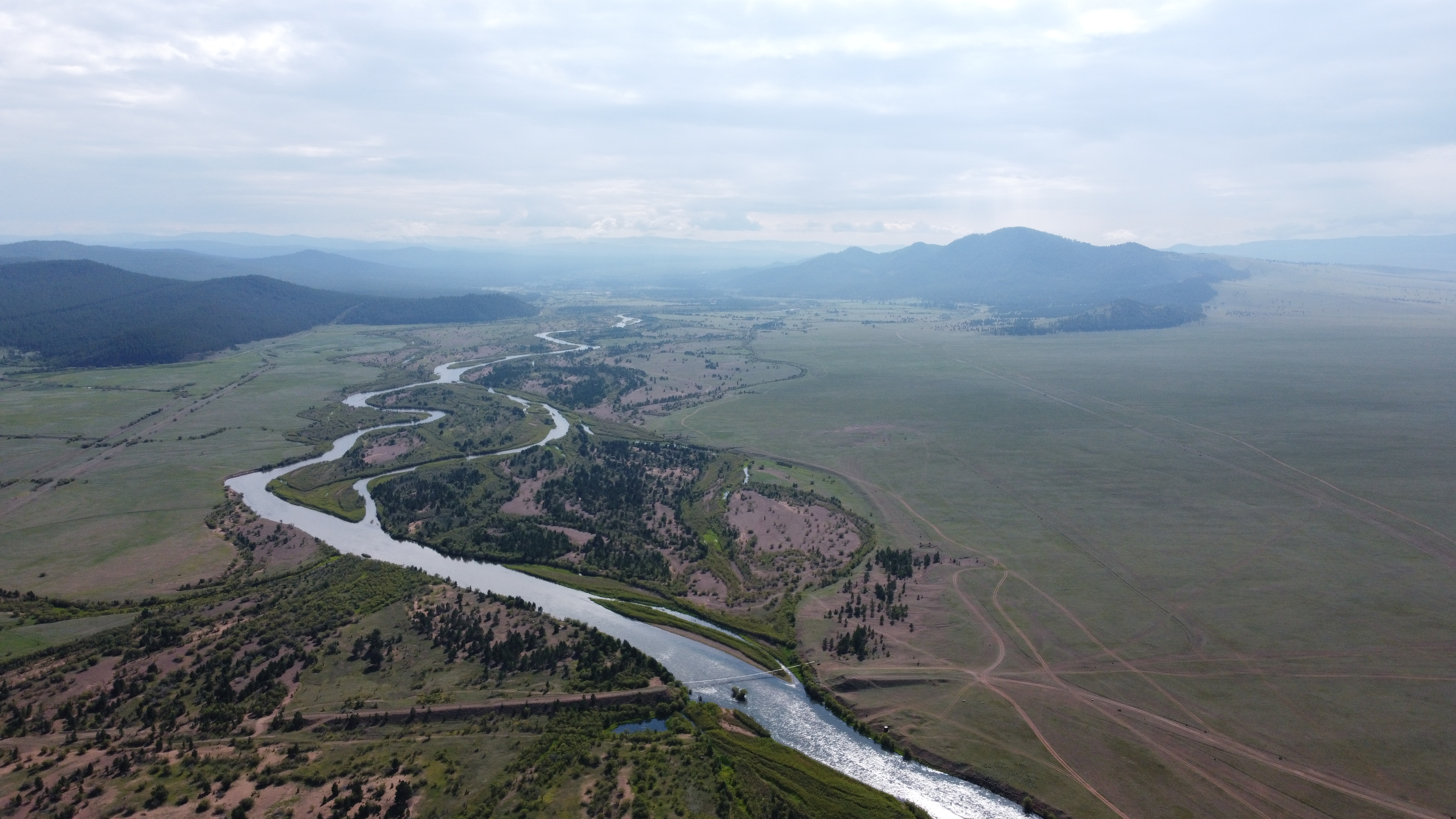
Уда в Удинске
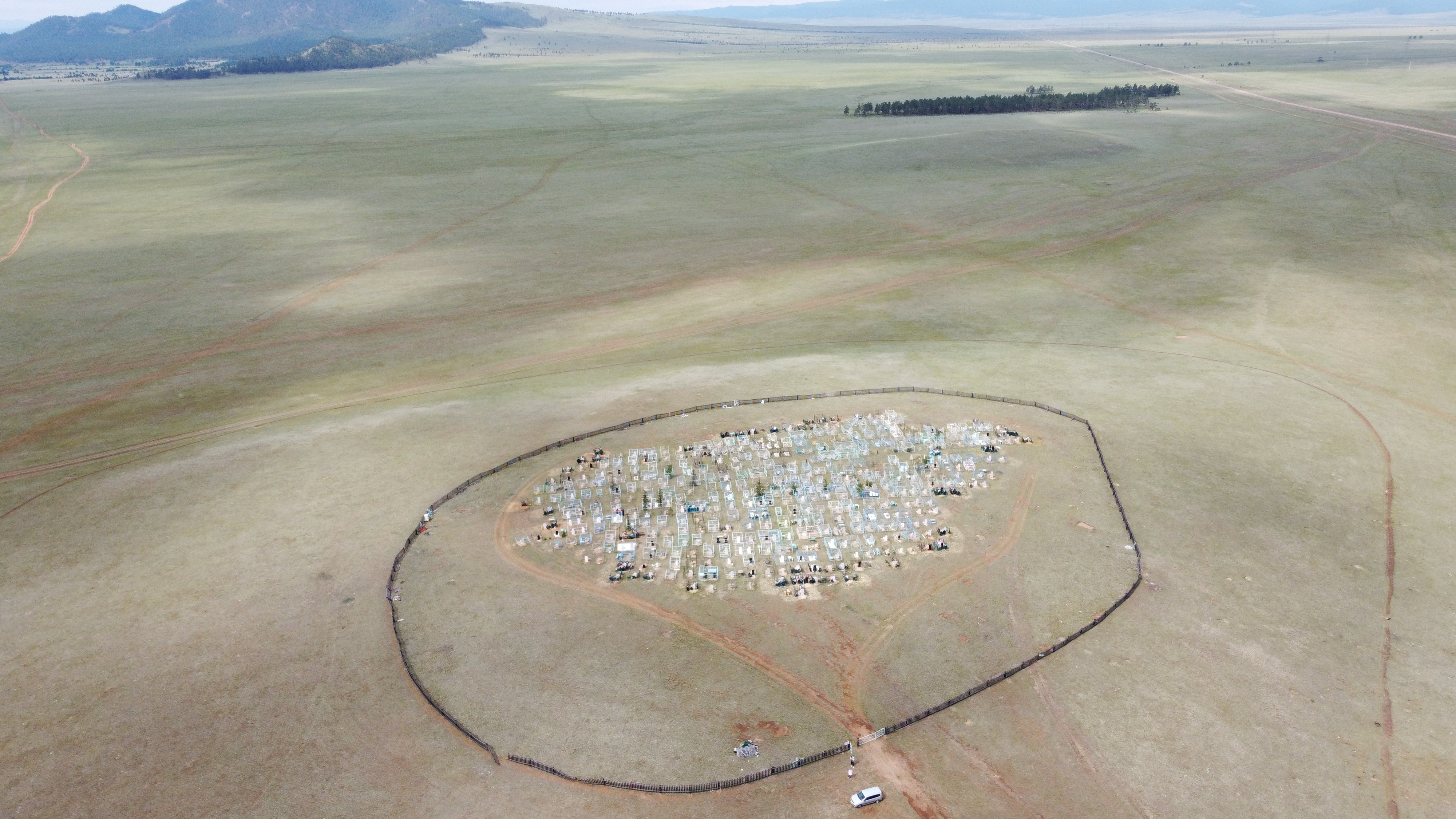
Удинское кладбище